# Clavija cardenasii
Clavija cardenasii är en viveväxtart som beskrevs av Henry Hurd Rusby. Clavija cardenasii ingår i släktet Clavija och familjen viveväxter. Inga underarter finns listade i Catalogue of Life.